# 阪本孝男
阪本 孝男（さかもと たかお、1958年12月19日 - ）は、1970年代から1980年代の日本の元陸上競技選手で、陸上競技指導者、陸上競技解説者。現役時代の専門種目は走高跳で、元日本記録保持者。1984年ロサンゼルスオリンピック日本代表。群馬県出身。

## 来歴
群馬県立富岡高等学校から筑波大学に進む。1977年10月の日本学生陸上競技対校選手権大会で、2メートル21の日本タイ記録を達成した。1978年、日本陸上競技選手権大会に初めて優勝し、代表として出場したアジア競技大会（バンコク）でも優勝する。1979年4月の静岡リレーカーニバルで2メートル25の日本新記録を樹立した。1980年モスクワオリンピック代表に選ばれたが、日本が不参加のため出場できなかった。
筑波大学大学院に進学し、日本陸上競技選手権大会では1981年・1982年と連覇した（大会出場時の所属は「鏑川クラブ」）。1982年には自己記録を更新する2メートル27の日本新記録も樹立した。
東海スポーツに入社後も日本陸上競技選手権大会で1983年・1984と連覇を延ばし、4連覇を達成する。1984年のスポニチ国際陸上で2メートル30の日本新記録を樹立し、日本人選手として初めて2メートル30台ジャンパーとなる。代表に選ばれて出場した1984年ロサンゼルスオリンピックは、予選で2メートル21の15位タイに終わり、決勝には進めなかった。同年の八カ国対抗陸上では自己ベストタイの2メートル30を再び記録した。
引退後は指導者に転身し、至学館大学陸上競技部部長・日本陸上競技連盟強化委員などを務める。女子走高跳の日本記録保持者・今井美希や青山幸のコーチとしても知られる。解説者としても活動し、2007年世界陸上選手権では、BS-iのメイン解説者を務めた。
2019年3月をもって至学館大学を退任した。

## 著作
- 『走り高跳び』〈最新陸上競技入門シリーズ〉（監修：帖佐寛章・佐々木秀幸）ベースボールマガジン社、1994年5月、ISBN 978-4583031187